# Joseph Bowie
Pour les articles homonymes, voir Bowie.
Joseph Bowie, né le 17 octobre 1953 à Saint-Louis, est un tromboniste et chanteur de jazz américain. Frère du trompettiste Lester Bowie, Joseph est connu pour avoir dirigé le groupe de jazz-punk Defunkt et pour son appartenance à l'Ethnic Heritage Ensemble.

## Carrière
Bowie a été grandement influencé par ses frères aînés, le saxophoniste Byron Bowie et le trompettiste Lester Bowie. Sa première tournée internationale fut avec Oliver Lake du Black Artists Group en 1971. Pendant ce temps à Paris, il travailla avec Alan Silva, Frank Wright et Bobby Few. Il a également travaillé avec Dr John à Montreux en 1973. Il a déménagé à New York et avec l'aide de l'imprésario d'Off Broadway Theatre Ellen Stewart, il a fondé le théâtre pour enfants La Mama. Il s'est produit avec Cecil Taylor, Human Arts Ensemble, Nona Hendryx, Leroy Jenkins, Vernon Reid, Stanley Cowell, Sam Rivers, Philippe Gaillot, Dominique Gaumont et Ornette Coleman. En 1976, il a déménagé à Chicago, où il a dirigé des groupes pour Tyrone Davis et d'autres artistes R&B.
De retour à New York en 1978, il commence à chanter avec le musicien punk et funk James Chance and the Contortions. Defunkt est né à cette époque. Au cours des 25 années suivantes, Defunkt a enregistré 15 albums. Bowie a collaboré avec Jean-Paul Bourelly et Jamaaladeen Tacuma. Il a interprété des arrangements "big band funk" avec Ed Partyka à la Music School de Lucerne, le Barbary Coast Ensemble au Dartmouth College, le JazzArt Orchestra et le HR Frankfurt Radio Big Band. Le premier Defunkt Big Band a fait ses débuts en 1999 à New York au Texaco Jazz Festival parrainé par la Knitting Factory.
En 2003, il s'installe aux Pays-Bas où il rencontre Hans Dulfer et s'initie à la scène musicale néerlandaise. Il se produit avec Hans et Candy Dulfer et se produit également en tant qu'invité avec le Saskia Laroo Band, Naked Ears, Monsieur Dubois, Emergency Room, Funkateer, Seven Eleven et Almost Three.
En 2014, il a produit Sax Pistols Allergy pour les États-Unis (ZIP Records) avec le parolier Hilarius Hofstede et les musiciens Yuri Honing, Luc Houtcamp, Chazzy Green, Bart Wirtz, Koen Schouten, James White et la section rythmique Defunkt de Kim Clarke, Tobias Ralph et Rocco Zifarelli. En 2009, il crée Defunkt Mastervolt avec les musiciens parisiens Linley Marthe, Rocco Zifarelli, Emma Lamadji, Michael Lecoq et Jon Grandcamp. L'album Defunkt Mastervolt est sorti en 2015 sur ZIP Records.
Robin van Erven Dorens a réalisé le documentaire In Groove We Trust sur la vie de Bowie.